# Impostor (2001)
Impostor is een Amerikaanse sciencefiction-psychologische thriller uit 2001, geregisseerd door Gary Fleder en gebaseerd op het korte verhaal Impostor uit 1953 van Philip K. Dick. De hoofdrollen worden vertolkt door Gary Sinise, Madeleine Stowe, Vincent D'Onofrio en Mekhi Phifer.

## Verhaal
In 2079 is Spencer Olham een wapenwetenschapper die voor de aardse regering werkt en een invasie van Alpha Centaur-aliens probeert te stoppen. Zijn leven staat op zijn kop wanneer hij door de geheime politie, onder leiding van majoor Hathaway, ervan wordt beschuldigd een bedrieger te zijn. Een perfecte cybernetische kloon van de echte Spencer Olham met een interne bom die moet worden gebruikt om een hoge regeringsfunctionaris te doden. Spencer gelooft het niet en weet uit de faciliteit te ontsnappen. Uiteindelijk krijgt hij hulp van vluchtelingen, die door de overheid zijn gemarginaliseerd na een buitenaardse bomaanslag die de stad verwoestte. Terwijl hij wegrent, probeert hij bewijs te krijgen dat er een fout is gemaakt en dat hij geen buitenaardse kloon is.

## Rolverdeling
| Acteur                | Personage                            |
| --------------------- | ------------------------------------ |
| Gary Sinise           | Spencer Olham                        |
| Madeleine Stowe       | Maya Olham                           |
| Vincent D'Onofrio     | Hathaway                             |
| Mekhi Phifer          | Cale                                 |
| Tony Shalhoub         | Nelson Gittes                        |
| Tim Guinee            | dr. Carone                           |
| Gary Dourdan          | kapitein Burke                       |
| Lindsay Crouse        | kanselier                            |
| Elizabeth Peña        | vroedvrouw                           |
| Ted King              | RMR-operator                         |
| Rachel Luttrell       | verpleegster in de scankamer         |
| Clarence Williams III | minister van defensie (niet genoemd) |

## Productie
De opnames begonnen op 20 december 1999 en werden afgerond in februari 2000. De filmlocaties waren onder andere in Pomona, Foothill Ranch en Los Angeles in Californië en Phoenix en Tempe in Arizona.

## Première
De film ging in première op 27 oktober 2001 in Japan. Impostor verscheen in de Verenigde Staten op 4 december 2001 in Westwood (Californië), voordat de film landelijk werd uitgebracht op 4 januari 2002.

## Ontvangst
De film ontving ongunstige recensies van critici. Op Rotten Tomatoes heeft Impostor een waarde van 24% en een gemiddelde score van 4,00/10, gebaseerd op 96 recensies. Op Metacritic heeft de film een gemiddelde score van 33/100, gebaseerd op 26 recensies.

## Prijzen en nominaties
| Jaar | Prijs       | Categorie  | Genomineerde(n) | Uitslag     |
| ---- | ----------- | ---------- | --------------- | ----------- |
| 2002 | Fantasporto | Beste film | Gary Fleder     | Genomineerd |